# Collegio Rabbinico Italiano
Das Collegio Rabbinico Italiano (etwa: Italienisches Rabbinerseminar) ist ein italienisches Rabbinerseminar. Es wurde 1829 in Padua gegründet und war das früheste moderne Rabbinerseminar. Es wurde 1871 geschlossen, 1887 in Rom wiederbelebt, später nach Florenz verlegt und schließlich nach Rom zurückgebracht. Obwohl es während der Zeit des Faschismus geschlossen war, wurde es 1955 wiedereröffnet. Es veröffentlichte die Rivista Israelitica (1904–1915) und das Annuario di Studi Ebraici (1935–1969).
Zu den mit dem Seminar verbundenen Persönlichkeiten zählen Samuel David Luzzatto (1800–1865), Hirsch Perez Chajes (1876–1927) und Umberto Cassuto (1883–1951). Cassutos Schwager Rabbiner Elia Samuele Artom (auch Hartom, אליה שמואל הרטום; 1887–1965), zuvor bis 1952 Rabbiner am Tempio Italiano (Jerusalem), versah von 1953 bis 1965 das Amt als Rosch (Haupt) des Collegio Rabbinico Italiano, zunächst mit Sitz in Turin, ab 1955 auch in Rom.